# Xinyang-Bambustexte
Die Xinyang-Bambustexte (chinesisch 信阳楚简, Pinyin Xinyang Chujian oder Xinyang Chu jian), die in der chinesischen Archäologie auch nach ihrem Fundort unter Changtaiguan Chumu (chinesisch 長台關楚簡 / 长台关楚简 – „Chu-Gräber aus Changtaiguan“) geführt werden, stammen aus dem 1957–58 ausgegrabenen Chu-Grab von Xinyang, Provinz Henan, China, und sind wegen ihres reichen Grabinhaltes – Lackwaren, Musikinstrumente u. a. – ein bedeutender archäologischer Fund. 
Freigelegt wurden zwei Gräber aus der Zeit der Streitenden Reiche. Insbesondere die Funde mit konfuzianischen Texten aus Grab Nr. 1 haben großes Interesse erweckt. 
Es wurden über 100 beschriebene Bambustäfelchen entdeckt. Einer der Texte war ein "Grabinventar" (qiǎncè 遣策), worauf die Namen der Grabbeigaben verzeichnet sind.

## Ausgabe
- Henan sheng wenwu yanjiusuo (ed.): Xinyang Chu mu. Beijing: Wenwu chubanshe, 1986.